# King Perry
Pour les articles homonymes, voir Perry.
King Perry, de son vrai nom Oliver King Perry, (1920-1990) est un saxophoniste et chanteur de rhythm and blues américain, né à Gary, dans l'Indiana, et décédé à Bakersfield en Californie.

## Carrière
Dans les années 1940, King Perry joue avec son propre groupe dans les clubs de Chicago. Engagé pour une tournée nationale aux côtés de Dorothy Donegan, Scatman Crothers et Nat King Cole, le groupe se retrouve à Los Angeles. Perry décide de s'y installer et participe à la vogue du Rhythm and Blues en Californie qui touche l'État après 1945.
Il enregistre jusqu'au milieu des années 1950 pour quantités de labels indépendants locaux. Son style varie entre des ballades encore marquées par le jazz et des titres beaucoup plus rythmés.

## Discographie

### Singles
- Everything's Gonna Be All Right Tonight
- Get Out Off my Face

## Compilation
- King Perry 1945-1949 Classics rhythm and blues series
- King Perry 1950-1954 Classics rhythm and blues series